# Hojeo-myeon
Hojeo-myeon (koreanska: 호저면) är en socken i kommunen Wonju i provinsen Gangwon i den centrala delen av Sydkorea, 90 km öster om huvudstaden Seoul.
Byn Manjong-ri utgör en exklav som åtskiljs från resten av Hojeo-myeon av ett cirka 1 km brett område som tillhör Usan-dong och Jijeong-myeon.